# Tropospheric Emission Spectrometer
Il Tropospheric Emission Spectrometer o TES è uno strumento per satellite sviluppato per analizzare la troposfera terrestre. Lo strumento è uno spettrometro a trasformata di Fourier dei segnali infrarossi. I dati forniti dallo strumento sono fondamentali per analizzare la chimica della troposfera, l'interazione tra la troposfera e la biosfera e gli scambi tra troposfera e stratosfera. Lo strumento è stato sviluppato dal Jet Propulsion Laboratory e dal California Institute of Technology per la NASA. Venne immesso in orbita polare a bordo del satellite Aura il 15 giugno 2004 alle 10:02 UTC.